# Gaucelmus calidus
Gaucelmus calidus là một loài nhện trong họ Nesticidae.
Loài này thuộc chi Gaucelmus. Gaucelmus calidus được Willis J. Gertsch miêu tả năm 1971.